# Atomaire massa-eenheid
De atomaire massa-eenheid, afgekort als u, ame of amu (de laatste naar het Engelse atomic mass unit), in het Nederlandse Meeteenhedenbesluit de geünificeerde atomaire massa-eenheid genoemd, of de dalton (Da), naar de scheikundige John Dalton, is een eenheid van massa, typisch gebruikt om atoommassa's en moleculaire massa's in uit te drukken. 
IUPAC raadt als symbool voor deze eenheid u of Da aan. Dit laatste mag gecombineerd worden met de SI-voorvoegsels (bijv. kDa, MDa). Door biologen en scheikundigen wordt vaak de benaming dalton gebruikt, vooral in de context van macromoleculen (men gebruikt dan vaak de kilodalton).

## Definitie
De atomaire massa-eenheid (u) is zo gedefinieerd dat 1 u gelijk is aan 1/12de van de nuclidemassa van koolstof-12 in de grondtoestand, i.e. de massa van één enkel 12C-atoom, inclusief de elektronen.
{\displaystyle 1\ \mathrm {u} =1\ \mathrm {Da} ={\frac {1}{12}}m(^{12}\mathrm {C} )}
De waarde wordt via experiment bepaald, en bedraagt momenteel:
{\displaystyle 1\,{\text{u}}=(1{,}660\,539\,068\,92\pm 0{,}000\,000\,000\,52)\times 10^{-27}\,{\text{kg}}}
Een helium-4-atoom heeft bijvoorbeeld een massa van 4,002 603 254 13 u. Dit komt overeen met 
{\displaystyle {\begin{aligned}m(^{4}\mathrm {He} )&=4{,}002\ 603\ 254\ 13\ \mathrm {u} \times 1{,}660\,539\,068\,92\cdot 10^{-27}\,{\frac {\mathrm {kg} }{\mathrm {u} }}\\&=6{,}646\ 479\ 081\ 15\cdot 10^{-27}\ \mathrm {kg} \\&=6{,}646\ 479\ 081\ 15\ \mathrm {yg} \end{aligned}}}

## Verband met energie-eenheden
Vanwege de massa-energierelatie {\displaystyle E=mc^{2}} kan een massa opgevat worden als het equivalent van een hoeveelheid energie:
{\displaystyle m={\frac {E}{c^{2}}}}
In de fysica is het daarom gebruikelijk de rustmassa van subatomaire deeltjes uit te drukken in de overeenkomstige hoeveelheid energie, typisch in elektronvolt (strikt genomen eV/c2). 
De omzetting tussen de atomaire massa-eenheid en een massa-equivalent in J of eV verloopt via deze omzettingsfactoren:
{\displaystyle {\begin{aligned}1\ \mathrm {u} &=(1{,}492\ 418\ 087\ 68\pm 0{,}000\ 000\ 000\ 46)\times 10^{-10}\ \mathrm {J} /c^{2}\\&=(931{,}494\ 103\ 72\pm 0{,}000\ 000\ 29)\ \mathrm {MeV} /c^{2}\end{aligned}}}
De massa van 4He (zie boven) is op die manier gegeven door 
{\displaystyle {\begin{aligned}m(^{4}\mathrm {He} )&=4{,}002\ 603\ 254\ 13\ \mathrm {u} \times 931{,}494\ 103\ 72\,{\frac {\mathrm {MeV} /c^{2}}{\mathrm {u} }}\\&=3\ 728{,}401\ 3309\ \mathrm {MeV} /c^{2}\\&=3{,}728\ 401\ 3309\ \mathrm {GeV} /c^{2}\end{aligned}}}

## Verband met de relatieve atoom- en molecuulmassa
Een massa van 1 u, ook gekend als de atomaire massaconstante {\displaystyle m_{\mathrm {u} }}, wordt gebruikt als referentiewaarde om atoommassa's uit te drukken op een relatieve schaal. De relatieve atoommassa {\displaystyle A_{\mathrm {r} }} (dimensieloos) is daarom gelijk aan de getalwaarde van de atoommassa {\displaystyle m} wanneer deze uitgedrukt is atomaire eenheden (u).
In formulevorm:
{\displaystyle A_{\mathrm {r} }={\frac {m}{m_{\mathrm {u} }}}={\frac {m}{1\ \mathrm {u} }}}
Een helium-4-atoom heeft dus een relatieve atoommassa van 4,002 603 254 13. Dus identiek aan de atoommassa in u, maar zonder eenheid.
Geheel analoog kunnen ook molecuulmassa's relatief ten op zichte van de atomaire massa-eenheid uitgedrukt worden. De relatieve molecuulmassa {\displaystyle M_{\mathrm {r} }} is molecuulmassa {\displaystyle m} gedeeld door de massa van 1 u.
{\displaystyle M_{\mathrm {r} }={\frac {m}{m_{\mathrm {u} }}}={\frac {m}{1\ \mathrm {u} }}}

## Verband met het massagetal
Gezien de atomaire massa-eenheid is gekozen als een 12de deel van de 12C-atoommassa, een atoom met 12 nucleonen (kerndeeltjes: protonen en neutronen), zou men kunnen denken dat ook in andere atomen het aantal nucleonen (het zogenaamd massagetal {\displaystyle A}) precies zou overeenstemmen met de relatieve atoommassa {\displaystyle A_{\mathrm {r} }}. De atoommassa van helium-4 zou dan bijvoorbeeld exact 4 u moeten zijn. Dit blijkt echter ca. 4,003 u.
Er geldt dus slechts bij benadering:
{\displaystyle A\approx {\frac {m_{\mathrm {a} }}{1\ \mathrm {u} }}=A_{\mathrm {r} }}
met {\displaystyle m_{\mathrm {a} }} de atoommassa, en {\displaystyle A} het massagetal.
Er zijn enkele reden voor het kleine verschil tussen het massagetal en de relatieve atoommassa.
- Een proton heeft niet precies dezelfde massa als een neutron (een neutron is 0,14 % zwaarder).
- Een atoomkern is lichter dan de nucleonen waaruit hij bestaat (zie massadefect en nucleaire bindingsenergie).
- De verhouding van het aantal elektronen tot het aantal kerndeeltjes kan verschillen van die in koolstof-12.

De afwijking tussen massagetal en atoommassa is gekend als het massaoverschot {\displaystyle \Delta }. 
{\displaystyle A={\frac {m_{\mathrm {a} }-\Delta }{1\ \mathrm {u} }}}
Het massaoverschot is voor alle gekende nucliden (in absolute waarde) kleiner dan 0,5 u zodat de getalwaarde van de atoommassa, uitgedrukt in atomaire massa-eenheden (u), na afronding wel steeds gelijk is aan het massagetal.
Men kan de atomaire massa-eenheid dus benaderend zien als het gemiddelde van de massa's van het proton en het neutron. De bijdrage van de elektronen in de massa is immers veel kleiner dan die van de kernen. Ook de relatieve moleculaire massa is ruwweg gelijk aan het aantal nucleonen in het gehele molecuul. 

## Verband met de molaire massa
De molaire massa {\displaystyle M} heeft, wanneer uitgedrukt in g/mol, dezelfde numerieke waarde als de atoom- of molecuulmassa {\displaystyle m}, wanneer uitgedrukt in de atomaire massa-eenheid u. 
Men kan dit noteren als:
{\displaystyle {\frac {M}{1\ \mathrm {g/mol} }}={\frac {m}{1\ \mathrm {u} }}}
In principe is het bovenstaande slechts benaderend correct, maar de afwijking is uiterst klein. 
(Opmerking: Men kan niet schrijven dat 1 u = 1 g/mol. Een massa en een molaire massa hebben verschillende dimensies, en kunnen dus onmogelijk gelijkgesteld worden.) 
Algemener geformuleerd, is het verband tussen de molaire massa en de atoom- of molecuulmassa formeel gegeven door
{\displaystyle {\frac {M}{M_{\mathrm {u} }}}={\frac {m}{m_{\mathrm {u} }}}}
waarbij {\displaystyle M_{\text{u}}} de molaire massaconstante is (≈ 1 g/mol), en {\displaystyle m_{\text{u}}} atomaire massaconstante (= 1 u). Beide leden in deze vergelijking zijn gelijk aan de relatieve atoom- of molecuulmassa (zie onderstaand bewijs).

### Voorbeelden
Veronderstel dat de massa van een deeltje 50 u bedraagt, dan is de molaire massa 
{\displaystyle M=m\times {\frac {1\ \mathrm {g/mol} }{1\ \mathrm {u} }}=50\ \mathrm {g/mol} }
De molecuulmassa van water is 18,015 u. Dit betekent dat water een molaire massa van 18,015 g/mol heeft, en dat 1,00 g water
{\displaystyle {\frac {1{,}00\ \mathrm {g} }{18{,}015\ \mathrm {g/mol} }}\times N_{\text{A}}=3{,}34\times 10^{22}}
watermoleculen bevat.

### Bewijs
De molaire massa {\displaystyle M} is de verhouding van de massa {\displaystyle m} tot de stofhoeveelheid {\displaystyle n}.
{\displaystyle M={\frac {m}{n}}}
De massa is het aantal atomen {\displaystyle N} keer de massa per atoom, i.e. de atoommassa {\displaystyle m_{\text{a}}}. En de stofhoeveelheid is de verhouding van het aantal deeltjes tot de constante van Avogadro {\displaystyle N_{\text{A}}}. Dus geldt:
{\displaystyle M={\frac {N\cdot m_{\mathrm {a} }}{N/N_{\mathrm {A} }}}=m_{\mathrm {a} }\times N_{\mathrm {A} }}
Deelt men beide leden door {\displaystyle N_{\text{A}}} en door de atomaire massaconstante {\displaystyle m_{\text{u}}} (= 1 u), bekomt men
{\displaystyle {\frac {M}{m_{\mathrm {u} }\times N_{\mathrm {A} }}}={\frac {m_{\mathrm {a} }}{m_{\mathrm {u} }}}}
Het product {\displaystyle m_{\mathrm {u} }\times N_{\mathrm {A} }}(= {\displaystyle 1\ \mathrm {u} \times N_{\mathrm {A} }}) is gekend als de molaire massaconstante {\displaystyle M_{\text{u}}} met een waarde van
{\displaystyle {\begin{aligned}M_{\mathrm {u} }&=(1{,}000\ 000\ 001\ 05\pm 0{,}000\ 000\ 000\ 31)\times 10^{-3}\ {\text{kg mol}}^{-1}\\&\approx 1\ {\text{g mol}}^{-1}\end{aligned}}}
En gezien {\displaystyle A_{\text{r}}} per definitie gelijk is aan {\displaystyle m_{\text{a}}/m_{\mathrm {u} }} ({\displaystyle =m_{\text{a}}/1\ \mathrm {u} }), vindt men
{\displaystyle {\frac {M}{M_{\mathrm {u} }}}={\frac {m_{\mathrm {a} }}{m_{\mathrm {u} }}}=A_{\text{r}}}
De afwijking van {\displaystyle M_{\text{u}}} ten opzichte van 1 g/mol is miniem, zodat men praktisch stelt:
{\displaystyle {\frac {M}{1\ \mathrm {g/mol} }}={\frac {m_{\mathrm {a} }}{1\ \mathrm {u} }}=A_{\text{r}}}
Voor molecuulmassa's kan men een compleet analoge redenering opstellen, en het verband tussen de molaire massa {\displaystyle M}, de molecuulmassa {\displaystyle m}, en de relatieve molecuulmassa {\displaystyle M_{\text{r}}} afleiden.
{\displaystyle {\frac {M}{1\ \mathrm {g/mol} }}={\frac {m}{1\ \mathrm {u} }}=M_{\text{r}}}

## Geschiedenis

### Oudere definities
Vroeger definieerde men de atomaire massa-eenheid als de massa van het lichtste element, een waterstofatoom. Om meettechnische redenen is men daarvan afgestapt, en herdefinieerden fysici deze eenheid als 1/16 van de massa van een normaal zuurstofatoom (16O); het had de waarde 1,674·10−27 kg. Omdat chemici een andere definitie hanteerden, en spraken van het atoomgewicht of de relatieve atoommassa, waarbij men ook de overige isotopen van zuurstof betrok, besloot het IUPAP in september 1960 tot een herdefinitie, gebaseerd op het koolstof-12-atoom, die zowel door chemici als door fysici aanvaard werd. Men noemde dit de geünificeerde atomaire massaconstante, {\displaystyle m_{u}}.

### Verband met de constante van Avogadro
In de oude definitie van de constante van Avogadro (het aantal atomen per mol), als precies het aantal atomen per 12 g koolstof-12, gold exact
{\displaystyle 1\ \mathrm {u} ={\frac {1\ \mathrm {g/mol} }{N_{\mathrm {A} }}}}
Immers, als 12 g één mol 12C bevat, en dus 1 mol × NA atomen, dan is de molaire massa (de massa per mol) precies gelijk aan 12 g/mol, en de atoommassa (de massa per atoom) precies gelijk aan (12 g/mol)/NA. Volgens de definitie is 1 u gelijk aan 1/12de van de atoommassa van koolstof-12, wat toen dus exact overeenkwam met (1 g/mol)/NA.
In een oude notatie, waar {\displaystyle A} het getal van Avogadro was (i.e. de constante van Avogadro zonder eenheid), gold
{\displaystyle 1\,{\text{u}}={\frac {1\ \mathrm {g} }{A}}}
Dit is nu enkel bij benadering correct. Er is sinds de herdefinitie van de SI-basiseenheden (2019) geen theoretisch verband meer tussen de constante (of het getal) van Avogadro en de atomaire massa-eenheid.